# Pan Twardowski

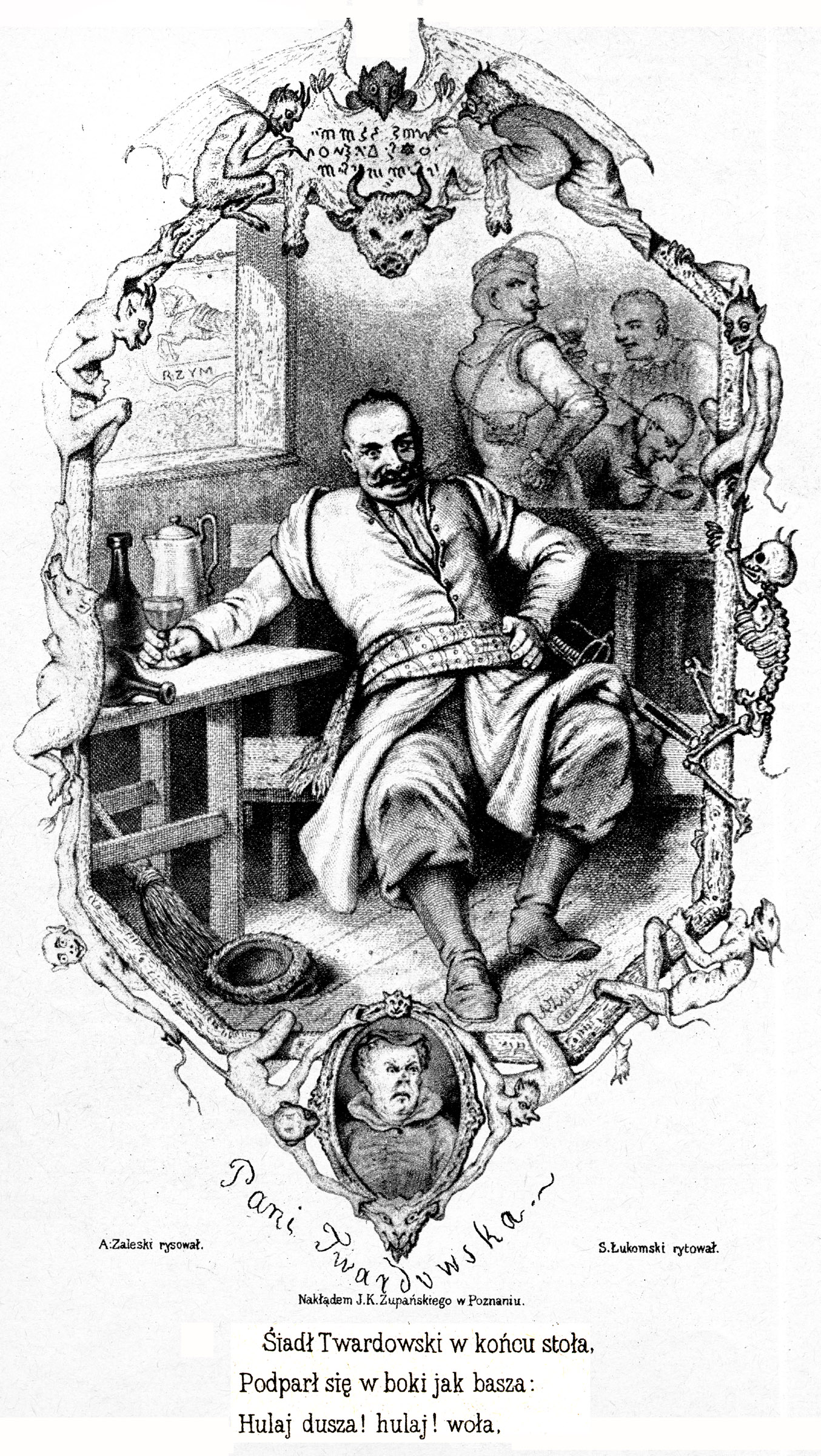
Pan Twardowski, gravure sur bois du XIXe siècle de A. Zaleski et S. Łukomski.

Pan Twardowski (prononcé [ˈpantfarˈdɔfski]) est, dans la littérature et le folklore polonais, un sorcier qui signa un pacte avec le diable, à l'image de Faust dans la littérature allemande : comme lui, il vendit son âme en échange de pouvoirs surnaturels, comme réaliser l'apparition de la défunte reine de Pologne Barbara Radziwiłł à la demande de son époux, le roi Sigismond II. Mais contrairement au personnage de Goethe, il eut une fin tragique. Ce conte existe en différentes versions et a été la base de plusieurs œuvres de fiction, dont une d'Adam Mickiewicz.

## La légende

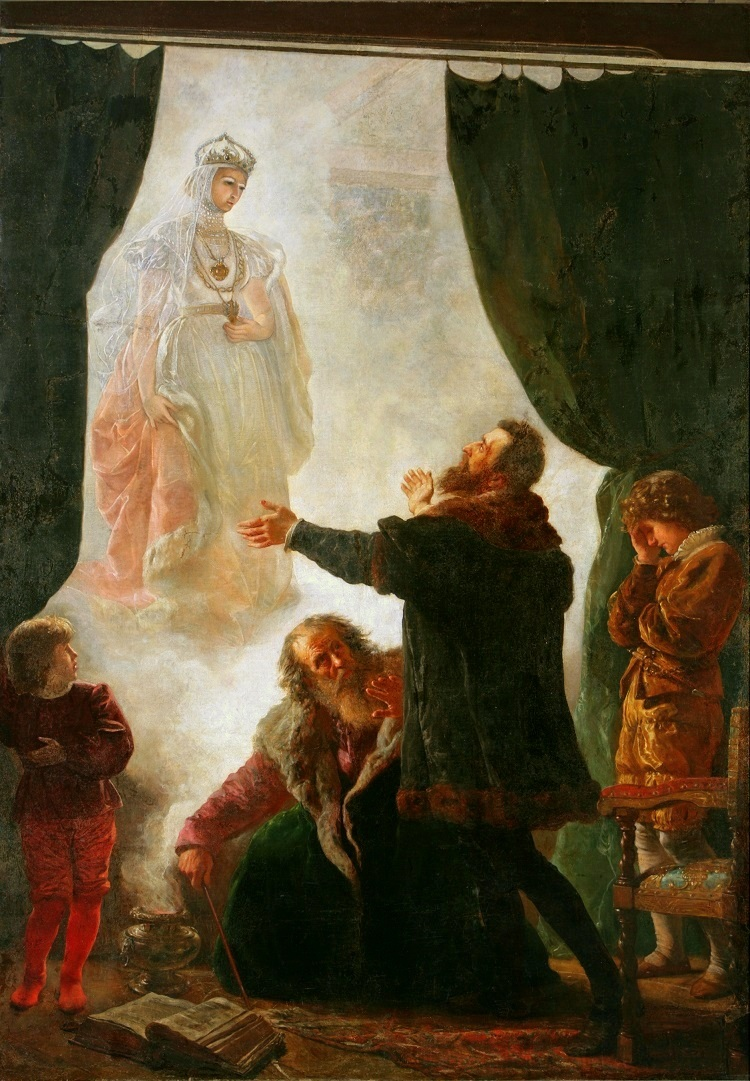
Le spectre de Barbara Radziwiłł répondant à l'invocation de Pan Twardowski. Tableau de Wojciech Gerson.

Selon une vieille légende, Pan Twardowski était membre de la Szlachta (la noblesse polonaise) qui résidait à Cracovie au XVIe siècle. Il vendit son âme au diable en échange de la connaissance et de pouvoirs surnaturels. Cependant, Pan Twardowski voulut se montrer plus malin que le diable en incluant une clause spéciale dans le contrat qui énonçait que le diable ne pouvait reprendre son âme que lors d'un séjour à Rome, une ville qu'il n'avait pas l'intention de visiter.
Avec l'aide du diable, Pan Twardowski acquit rapidement fortune et célébrité, devenant un membre de la cour de Sigismond II de Pologne, qui recherchait la consolation dans la magie et l'astrologie après la mort de sa femme, Barbara Radziwiłł. Pan Twardowski aurait fait apparaître le fantôme de sa femme grâce à un miroir magique. Pan Twardowski écrivit aussi deux livres, dictés par le diable, une encyclopédie et un livre sur la magie.
Après plusieurs années pendant lesquelles il échappa à son destin, le diable roula Pan Twardowski en l'attirant dans une auberge dont le nom était Rome. Pendant que le diable prenait son âme, Pan Twardowski pria la Vierge Marie, ce qui fit que le diable relâcha sa victime à mi-chemin de l'enfer, sur la lune, où il vit aujourd'hui. Son seul compagnon est son assistant, qu'il avait transformé un jour en araignée : de temps en temps, Pan Twardowski la laisse descendre sur Terre pour qu'elle lui en rapporte quelques nouvelles.

## Origine de la légende

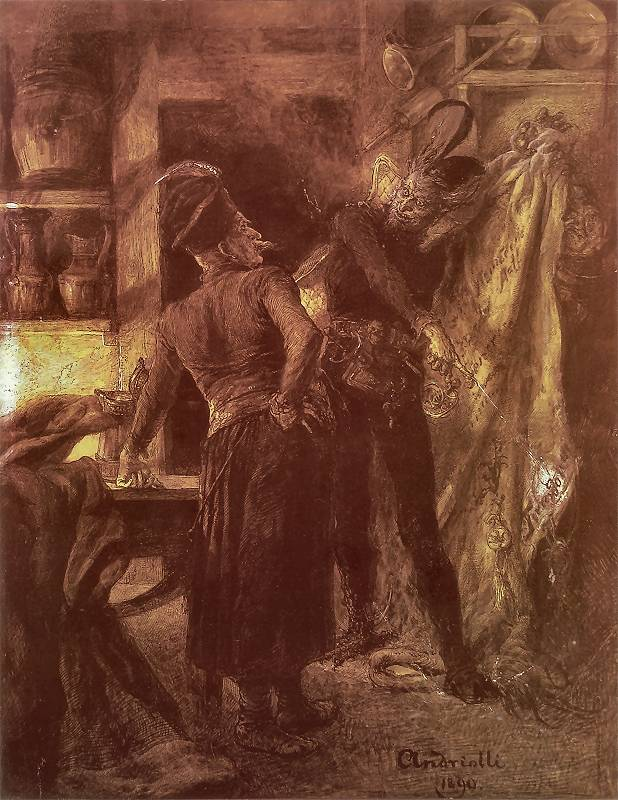
Pan Twardowski et le diable. Dessin de Michał Elwiro Andriolli.

Quelques historiens allemands ont suggéré que Pan Twardowski était un noble allemand né à Nuremberg et qui étudia à Wittemberg avant de s'établir à Cracovie. Son nom, Laurentius Dhur, aurait été latinisé en Durus, durus et twardy ayant la même signification, « dur ». D'autres pensent que cette légende aurait été plutôt inspirée par John Dee et Edward Kelley, car ils vivaient à Cracovie à cette époque.
Le titre Pan, utilisé comme forme d'adresse polie et honorifique en polonais moderne, était autrefois réservé aux membres de la noblesse, équivalent au terme Sir en anglais. Twardowski est parfois prénommé Jan, bien que la plupart des versions ne mentionnent aucun prénom, ce qui résulte peut-être d'une confusion avec Jan Twardowski, un prêtre polonais.

## Adaptations

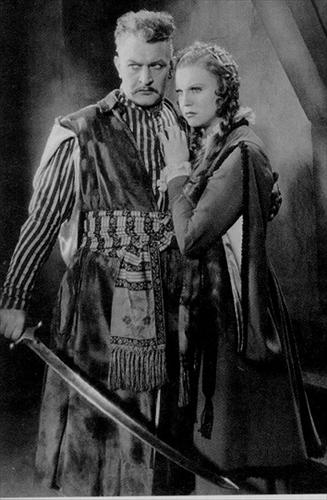
Franciszek Brodniewicz et Maria Bogda dans le film Pan Twardowski (1936).

- 1822 : Pani Twardowska, une ballade d'Adam Mickiewicz : dans cette version, Pan Twardowski accepte d'aller en enfer si le diable réussit à vivre un an avec sa femme, Pani Twardowska. Le diable préfère fuir et Pan Twardowski est sauvé. Cette ballade a été mise en musique en 1869 par Stanisław Moniuszko.
- 1828 : Pan Tvardovsky, opéra d'Alexeï Verstovski, livret de Michel Zagoskine
- 1874 : Pan Twardowski, un ballet de Adolf Sonnenfeld (pl)
- 1885 : Twardowski, un poème de Jaroslav Vrchlický
- 1902 : Mistrz Twardowski, un poème de Leopold Staff
- 1906 : Pan Twardowski, une ballade de Lucjan Rydel
- 1917 : Pan Twardowski, un film de Ladislas Starewitch
- 1921 : Pan Twardowski, un ballet de Ludomir Różycki
- 1921 : Pan Twardowski (en), un film de Wiktor Biegański
- 1930 : Pan Twardowski, czarnoksiężnik polski (Pan Twardowski, un sorcier polonais), un roman de Wacław Sieroszewski
- 1933 : La Merveilleuse histoire de Pan Twardowskil : légende polonaise du XVIe siècle, Suzanne Strowska, illustrations de Pierre Rousseau, Librairie Vuibert
- 1936 : Pan Twardowski, un film de Henryk Szaro
- 1975 : Le magicien de Cracovie : Livre illustré de Krystyna Turska, adaptation de la légende de Pan Twardowski. Éditions Flammarion.
- 1981 : Pan Twardowski oder Der Polnische Faust (Pan Twardowski ou le Faust polonais), un roman de Matthias Werner Kruse
- 1995 : Dzieje mistrza Twardowskiego (pl), un film de Krzysztof Gradowski (pl)
- 2015 : The Witcher 3: Wild Hunt, un jeu de CD Projekt. L'extension Hearts Of Stone introduit le personnage de Olgierd Von Everec, dont le nom et les vêtements rappellent fortement la Pologne médiévale. Olgierd passe un pacte avec Gaunter de Meuré (Gaunter O'Dimm), entité mystérieuse aux immenses pouvoirs, qui rend Olgierd immortel et lui donne richesses et pouvoir, en échange de la mort de son frère, et finalement de son âme, que de Meuré ne pourra collecter que lorsque les deux marcheront sur la lune. De Meuré finit par attirer Olgierd dans un temple où une mosaïque représente la lune, ce qui remplit les conditions du contrat, d'une manière similaire à l'auberge s'appelant Rome dans la légende de Twardowski.
- 2015 : Legendy Polskie. TWARDOWSKY (Légendes polonaises. TWARDOWSKY), un court-métrage de sci-fi dirigé par Tomasz Bagiński (en)[4].
- 2016 : Legendy Polskie. TWARDOWSKY 2.0 (Légendes polonaises. TWARDOWSKY 2.0), une suite au court-métrage précédent dirigé par Tomasz Bagiński[5].

## Pan Twardowski et les lieux
Dans la sacristie de l'église de Węgrów, il y a un miroir qui aurait appartenu à Pan Twardowski. Selon la légende, on pouvait y voir l'avenir jusqu'à ce qu'il soit brisé en 1812 par Napoléon, quand il vit qu'il perdrait la campagne de Russie.
Partout en Pologne, de nombreux hôtels et cafés s'appellent Rome (Rzym en polonais).

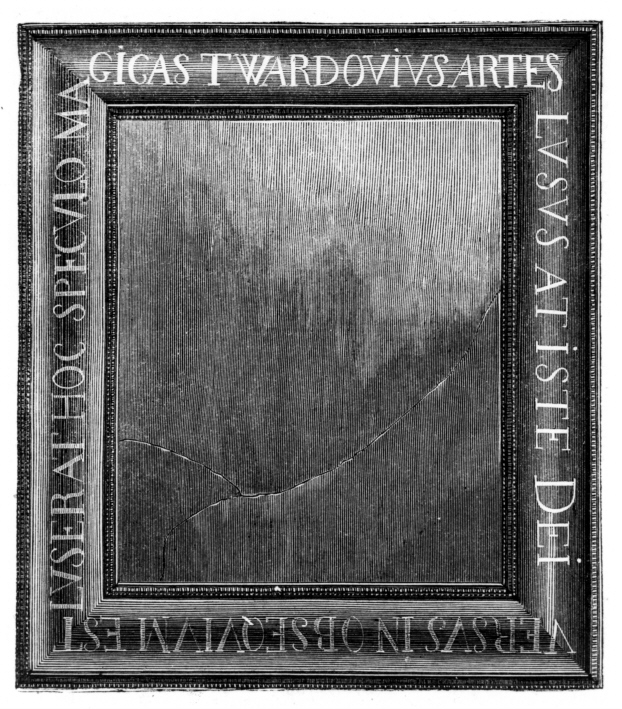
Le cadre du miroir Pan Twardowski à Węgrów.
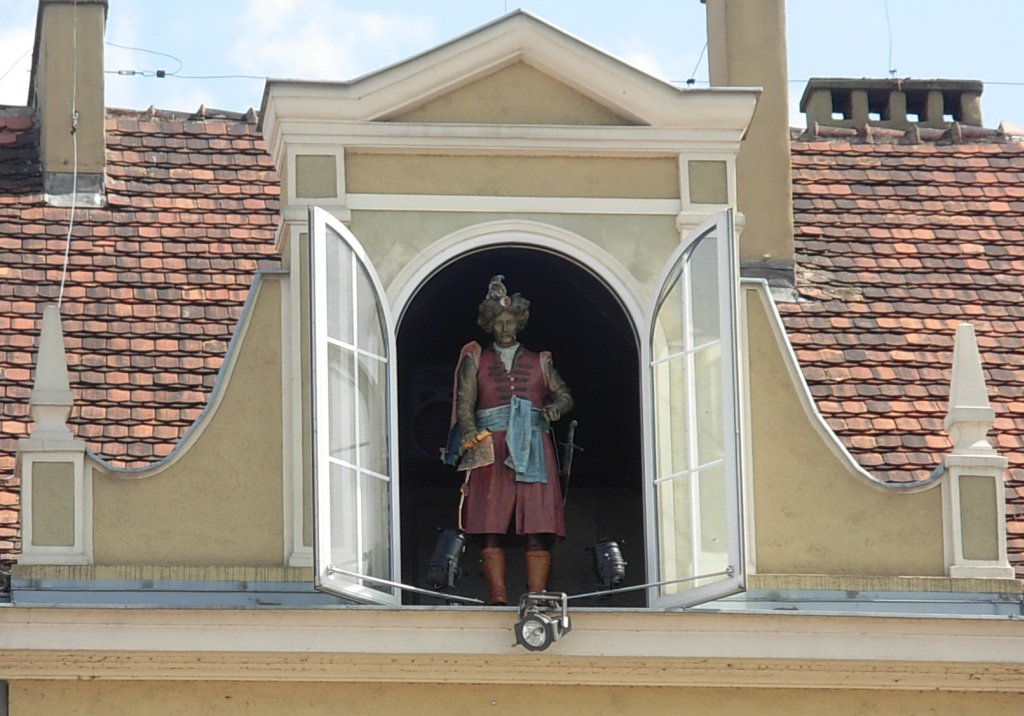
À Bydgoszcz : Pan Twardowski (rzeźba w Bydgoszczy) (pl).
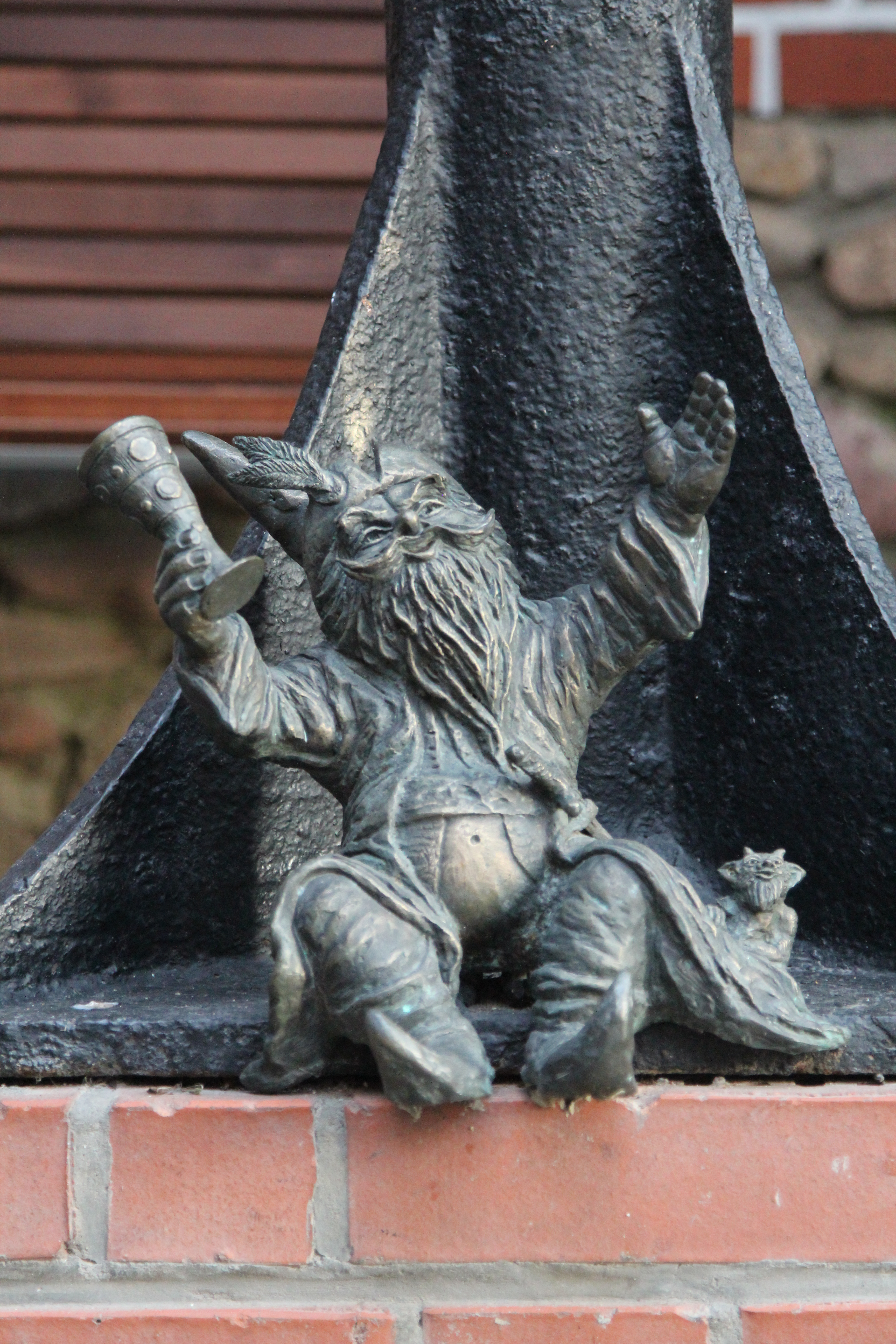
Pan Twardowski dans une auberge nommée Rzym (Rome) à Wrocław.
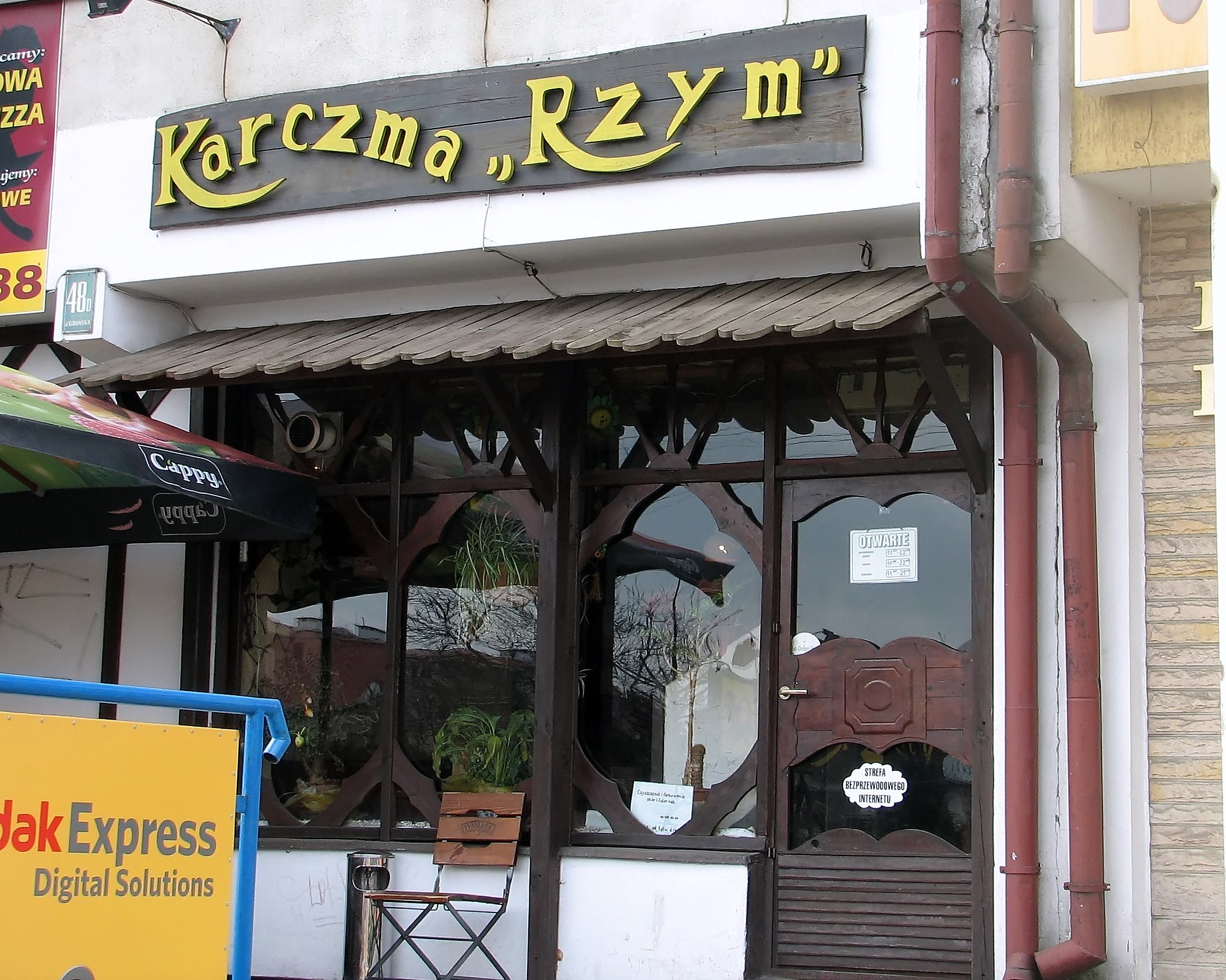
Karczma Rzym à Reda.